# 马尔凯 (多尔多涅省)
马尔凯（法語：Marquay，法語發音：[maʁkɛ]）是法国多尔多涅省的一个市镇，位于该省东南部，属于萨拉拉卡内达区。

## 地理
马尔凯（44°56'37"N, 1°8'2"E）面积24.27 平方千米，位于法国新阿基坦大区多爾多涅省，该省份为法国西南部内陆省份，是法國本土面积第三大的省，大致对应佩里戈尔地区，北起顺时针与夏朗德省、上维埃纳省、科雷兹省、洛特省、洛特-加龙省、吉倫特省和滨海夏朗德省接壤。
与马尔凯接壤的市镇（或旧市镇、城区）包括：塔涅斯、萨拉拉卡内达、圣安德烈达拉斯、佩扎克勒穆斯捷、莱塞济。

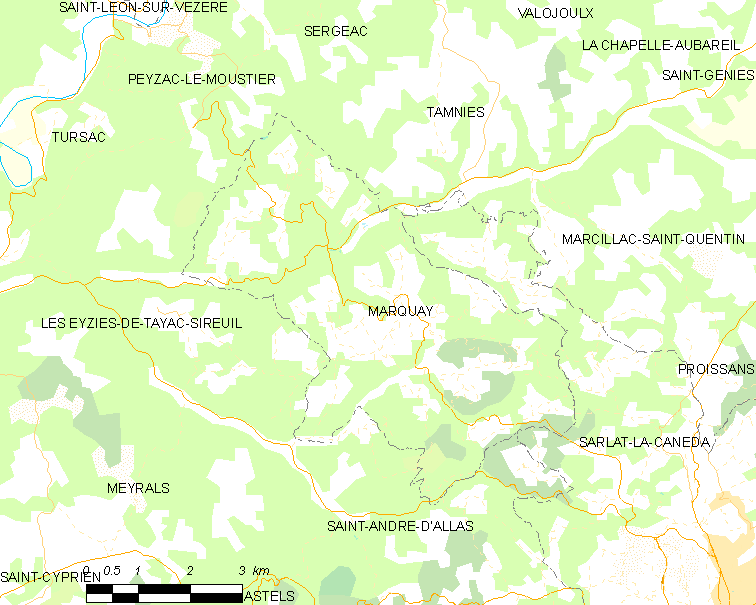
的OSM定位图

马尔凯的时区为UTC+01:00、UTC+02:00（夏令时）。

## 行政
马尔凯的邮政编码为24620，INSEE市镇编码为24255。

## 政治
马尔凯所属的省级选区为萨拉拉卡内达县。

## 人口

1962-2008年间人口变化图示

马尔凯于2022年1月1日时的人口数量为587人。